# Cheon Eun-suk
Cheon Eun-suk (천은숙?; Pusan, 6 aprile 1969) è un'ex cestista sudcoreana.

## Carriera
Con la Corea del Sud ha disputato le Olimpiadi del 1996, segnando 82 punti in 6 partite.